# Phrynobatrachus plicatus
Phrynobatrachus plicatus es una especie  de anfibios de la familia Phrynobatrachidae.

## Distribución geográfica
Se encuentra en el sur de Costa de Marfil, Ghana, sur de Guinea, Liberia, Nigeria y oeste de Togo.  

## Estado de conservación
Se encuentra amenazada de extinción por la pérdida de su hábitat natural.